# Expedíció (album)
Az Expedíció FankaDeli (=Fanka) és Kowalsky (=Kowa) közös stúdióalbuma, amely 2012 decemberében lett kiadva.

## Háttérinformációk és a készítés
A két előadó a közös számok, és az album elkészítése előtt is szimpatizáltak egymással, majd 2012 elején Kowa kezdeményezte, hogy dolgozzanak át egy-két korábbi Kowalsky meg a Vega és FankaDeli dalt (pl. Ez a mi mesénk ). Belevágtak, és annyira belemerültek a közös munkába, hogy számos új közös dalt is írtak.
A felvételek a NightChild Records stúdiójában készültek.

## Következményei
A két művész hallgatói pozitívan fogadták a közös lemezt. 2012 végén közös koncertturnéba kezdtek az album bemutatására, amely 2013 nyaráig tartott. Belekezdtek egy közös weboldalba is, azonban az tiszavirág életű volt (ezamimesenk.hu).
Két videóklip (A bölcsődtől a sírodig, Hiányzol) bemutatására került sor.

## Borító
A korong borítóját az Orbán Testvérek készítették, és több szimbolikus jel utal a dalok mondanivalójára.

## Számlista
| Expedíció |
| --- |
| 1. Szerelmes minden 2. Expedíció 3. Jöjjön aminek jönnie kell 4. Hiányzol 5. A pad 6. Az igazság 7. Ördög nincsen 8. A bölcsődtől a sírodig 9. Kezdd újra el 10. Felnőttek ovija 11. Hibázni 12. Nincsen nevem 13. Vétel stop 14. Ez a mi mesénk 15. Lélekmentők 16. Mindig van 17. A 24. óra 18. Soha nem vagy magad 19. Tükör |